# Baybuzivka
Baybuzivka  (ucraniano: Байбузівка) es una localidad del Raión de Podilsk en el Óblast de Odesa de Ucrania. Según el censo de 2001, tiene una población de 1056 habitantes.